# Iglatjärnen (Töllsjö socken, Västergötland)
Iglatjärnen är en sjö i Bollebygds kommun i Västergötland och ingår i Rolfsåns huvudavrinningsområde.